# Atletismo nos Jogos Pan-Americanos de 2015 - Salto triplo feminino

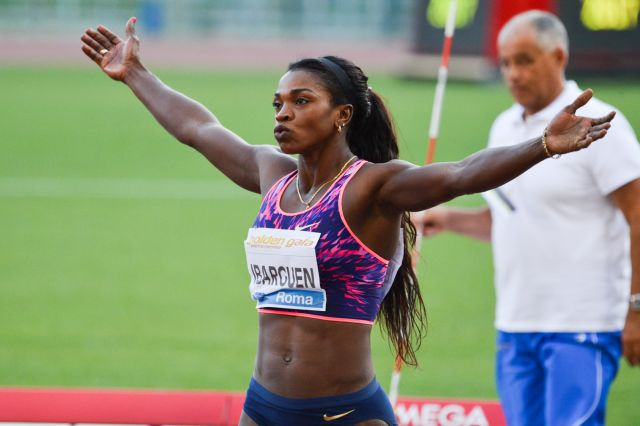
Atleta de salto triplo feminino

A competição do salto triplo feminino foi um dos eventos do atletismo nos Jogos Pan-Americanos de 2015, em Toronto. Foi disputada no Estádio CIBC de Atletismo Pan e Parapan-Americano no dia 21 de julho.

## Calendário
Horário local (UTC-4).
| Data        | Horário | Fase  |
| ----------- | ------- | ----- |
| 21 de julho | 18:05   | Final |

## Medalhistas
| Ouro   | COL Caterine Ibargüen |
| Prata  | BRA Keila Costa       |
| Bronze | COL Yosiri Urrutia    |

## Recordes
Recordes mundial e pan-americano antes da disputa dos Jogos Pan-Americanos de 2015.
| Tipo                             | Atleta            | Marca   | Local       | Data                  |
| -------------------------------- | ----------------- | ------- | ----------- | --------------------- |
|                                  | Inessa Kravets    | 15,50 m | Gotemburgo  | 10 de agosto de 1995  |
| Recorde dos Jogos Pan-Americanos | Caterine Ibargüen | 14,92 m | Guadalajara | 28 de outubro de 2011 |

## Resultados

### Final
| Colocação         | Atleta             | Nacionalidade         | #1    | #2       | #3    | #4    | #5    | #6    | Marca | Vento | Notas                |
| ----------------- | ------------------ | --------------------- | ----- | -------- | ----- | ----- | ----- | ----- | ----- | ----- | -------------------- |
| Medalha de ouro   | Caterine Ibargüen  | COL Colômbia          | 14.37 | 14.38    | 14.74 | 14.59 | 14.88 | 15.08 | 15.08 | +2.3  |                      |
| Medalha de prata  | Keila Costa        | BRA Brasil            | 13.59 | 14.08    | 14.19 | 14.21 | 14.50 | x     | 14.50 | +2.9  |                      |
| Medalha de bronze | Yosiri Urrutia     | COL Colômbia          | 13.62 | 14.08    | 13.74 | 14.12 | 14.38 | 14.22 | 14.38 | +3.3  | Recorde da temporada |
| 4                 | Yulimar Rojas      | VEN Venezuela         | x     | 14.20 NR | x     | 14.10 | 14.35 | 14.37 | 14.37 | +2.2  | 14.20 (+2.0)         |
| 5                 | Dailenys Alcántara | CUB Cuba              | 14.04 | x        | 13.98 | 14.02 | 13.94 | x     | 14.04 | +3.5  |                      |
| 6                 | Liadagmis Povea    | CUB Cuba              | 13.90 | 13.66    | 13.97 | 13.96 | 13.71 | 13.75 | 13.97 | +2.6  |                      |
| 7                 | Christina Epps     | USA Estados Unidos    | 13.85 | x        | x     | x     | 13.48 | x     | 13.85 | +1.5  |                      |
| 8                 | Ayanna Alexander   | TTO Trinidad e Tobago | 13.55 | x        | 13.83 | 13.00 | 12.14 | 13.52 | 13.83 | +1.3  |                      |
| 9                 | Shanieka Thomas    | JAM Jamaica           | 11.62 | 13.74    | 13.55 |       |       |       | 13.74 | +2.4  |                      |
| 10                | Tamara Myers       | BAH Bahamas           | 13.57 | 12.84    | 13.22 |       |       |       | 13.57 | +2.3  |                      |
| 11                | Nubia Soares       | BRA Brasil            | x     | x        | 13.57 |       |       |       | 13.57 | +3.1  |                      |
| 12                | Thea Lafond        | DMA Dominica          | 13.35 | 13.05    | 12.14 |       |       |       | 13.35 | +1.5  | Recorde nacional     |
| 13                | April Sinkler      | USA Estados Unidos    | 13.11 | 12.97    | 13.16 |       |       |       | 13.16 | +3.5  |                      |
| 14                | Caroline Ehrhardt  | CAN Canadá            | 13.08 | x        | x     |       |       |       | 13.08 | +1.4  |                      |
| 15                | Alicia Smith       | CAN Canadá            | 12.28 | 12.71    | 11.21 |       |       |       | 12.71 | +3.0  |                      |
| 16                | Pascale Delaunay   | HAI Haiti             | 12.19 | 11.29    | 12.35 |       |       |       | 12.35 | +3.0  |                      |

Legenda
| Recorde mundial                  | Recorde mundial (World record)               |                       | Recorde africano                      | Recorde africano (African) |                                           | Q | Classificado por posição (Qualified) |
| Recorde dos Jogos Pan-Americanos | Recorde pan-americano (Pan-American record)  | Recorde da América    | Recorde da América (Americas)         | q                          | Classificado por melhor tempo (Qualified) |   |                                      |
| Melhor marca do ano              | Melhor marca do ano (World leading)          | Recorde asiático      | Recorde asiático (Asian)              | DNS                        | Não largou (Did not start)                |   |                                      |
| Recorde nacional                 | Recorde nacional (National record)           | Recorde europeu       | Recorde europeu (European)            | DNF                        | Não terminou (Did not finish)             |   |                                      |
| Recorde pessoal                  | Recorde pessoal do atleta (Personal best)    | Recorde da Oceania    | Recorde da Oceania (Oceania)          | DSQ / DQ                   | Desclassificado (Disqualified)            |   |                                      |
| Recorde da temporada             | Recorde da temporada do atleta (Season best) | Recorde sul-americano | Recorde sul-americano (South America) | NM                         | Sem marca (No mark)                       |   |                                      |